# Lucia Valentini Terrani
Lucia Valentini Terrani (29 de agosto de 1946, Padua - 11 de junio de 1998, Seattle) fue una mezzosoprano de coloratura italiana que se especializó en papeles de Rossini.
Estudió en el Conservatorio de Padua y en el de Venecia debutando en Brescia como La Cenerentola de Rossini, personaje con el cual permanecerá asociada toda su carrera. Como rossiniana se destacó en los roles de contralto protagónicos de L'italiana in Algeri, Il barbiere di Siviglia (Rosina), Il viaggio a Reims (Marchesa Melibea), Tancredi, La donna del lago (Malcolm), La gazza ladra (Pippo), Maometto secondo (Calbo) y Semiramide (Arsace). 
Otros compositores de su repertorio fueron Stravinski, Músorgski, Massenet, Haydn y personajes como Dorabella, Eboli, Quickly, Mignon, Charlotte y Dulcinée.
Debutó en 1974 en el Metropolitan Opera como Cenerentola, papel que canto en París, Londres, Moscú, Teatro Colón (Buenos Aires), Teatro Municipal de Santiago de Chile, Chicago, Los Ángeles, Washington y otras plazas líricas. 
Se casó con el actor Alberto Terrani, nombre artístico de Alfredo Bolognesi, en 1973.
En 1996 fue diagnosticada con leucemia atendiéndose en el Fred Hutchinson Cancer Research Center de Seattle donde falleció debido a complicaciones por un trasplante de médula ósea en 1998 a los 51 años.

## Discografía de referencia
- Haydn: Il mondo della luna - Doráti
- Haydn: La fedeltà premiata - Doráti
- Pergolesi: Stabat Mater - Abbado
- Rossini - L'italiana in Algeri - Bertini, 1978
- Rossini-L'italiana in Algeri - Ferro, 1979
- Rossini - La cenerentola - Ferro, 1980
- Rossini: Stabat Mater - Giulini
- Verdi - Nabucco - Sinopoli, 1982
- Verdi - Falstaff - Giulini, 1982
- Vivaldi: Orlando Furioso - Scimone
- Verdi - Don Carlos - Abbado, 1983-84